# På sporet af den lyserøde panter
På sporet af den lyserøde panter (originaltitel: Trail of the Pink Panther) er en film fra 1982, instrueret af Blake Edwards. Filmen er den sjette i serien om Den lyserøde panter. Filmen er mestendels en sammensurium af klip fra gamle panter-film.
Klippene med Peter Sellers, der ikke er set før, er slettede scener fra Den lyserøde panter slår igen.

## Handling
Diamanten Den lyserøde panter er endnu engang blevet stjålet, og Inspector Jacques Clousseau bliver sat på sagen. Midt under opklaringsarbejdet forsvinder Clousseau dog, og journalisten Marie Jouvet (Joanna Lumley) tager ud for at lave en dokumentarfilm om Clousseaus liv. Hun interviewer flere af de personer, der har mødt Clousseau, hvilket muliggør mange flashbacks fra tidligere film.

## Medvirkende
- Peter Sellers – Inspector Jacques Clousseau
- Herbert Lom – Charles Dreyfus
- Joanna Lumley – Marie Jouvet
- Richard Mulligan – Clousseaus far
- Burt Kwouk – Cato Fong
- David Niven – Sir Charles Lytton/Fantomet
- Capucine Germaine Lefebvre – Simone Clousseau